# Olivier Coipel
Olivier Coipel es un dibujante y autor de cómic francés.

## Biografía

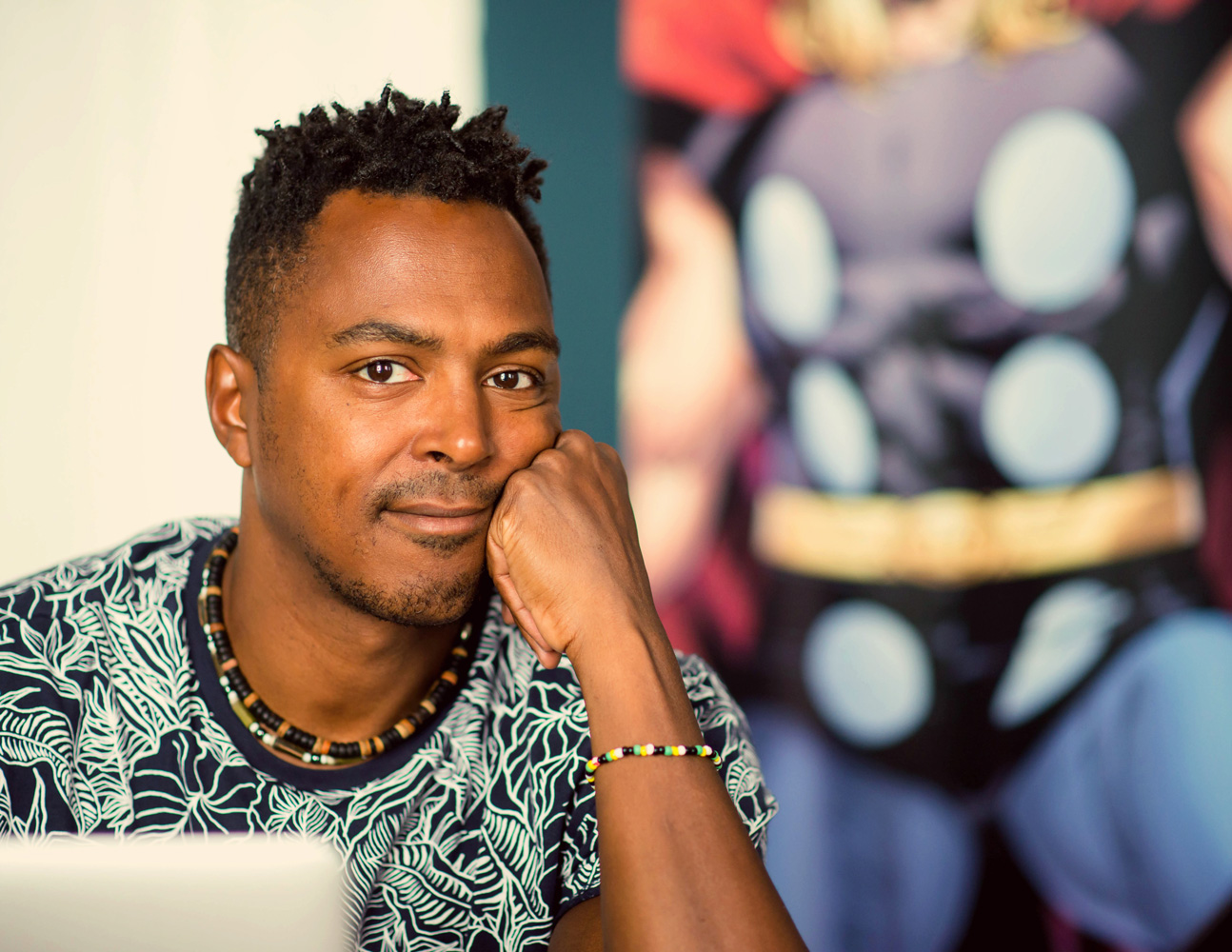
Olivier Coipel en 2017

Olivier Coipel cursó estudios en la Escuela de Imagen Gobelins. Tras dos cursos y destacar como primero de su promoción, Coipel fue contratado por el estudio de animación Amblimation, creado por el cineasta Steven Spielberg. Así pues, en 1994 comienza la andadura de O. Coipel por la capital londinense, tras su estancia en Los Ángeles. Allí trabajó en películas como El príncipe de Egipto, de DreamWorks.
Después de Amblimation, Coipel colaboró en el libro estadounidense DC Comics Legión de Super-Héroes, junto a los guionistas Dan Abnett y Andy Lanning, dando inicio a la serie "La Legión de los Malditos". A pesar de las quejas sobre su estilo artístico por parte de los fanáticos de la Legión de Super-Héroes, que consideraban que su estilo era "demasiado áspero y poco refinado", lo que llevó a más de un crítico prominente a referirse a él como "Ol 'Scratchy", Coipel continuó dibujando para la serie cuando fue relanzada bajo el nuevo título, The Legion.
En enero de 2005 Coipel firmó un contrato exclusivo con Marvel Comics. Allí fue elegido en agosto de 2005 como uno de los "Young Guns" de Marvel, un grupo de artistas que incluía a Jim Cheung, David Finch, Trevor Hairsine, Adi Granov y Steve McNiven, que, según el editor en jefe de Marvel, Joe Quesada, exponían las cualidades de las nuevas estrellas Marvel.
Al término de su colaboración en la serie Vengeurs, Marvel le encargó que desarrollara el personaje del evento del año en el mundo del cómic: House of M. Esa colaboración en House of M que permitió a Coipel ascender al rango de superestrella de los cómics de Marvel. Su rápido ascenso habla de un artista que plasma de manera convincente el desarrollo de las identidades individuales de cada uno de los personajes que toca. Tras  House of M, su siguiente proyecto fue dibujar Young Avengers.
En 2007, O. Coipel trabajó para la serie Thor, en colaboración con Joseph Michael Straczynski.
El 9 de abril de 2011, Coipel fue uno de los 62 creadores de cómics que participaron en la convención IGN denominada Kapow!, en Londres, para establecer dos Guinness World Records, la producción más rápida de un cómic y el número de colaboradores. Vigilado por inspectores de Guinness, el escritor Mark Millar comenzó a trabajar a las 9 a. m. escribiendo un libro de historietas en blanco y negro de 20 páginas. Coipel y otros 60 artistas van apareciendo sucesivamente por el escenario con sus lápices de colores y tintas a lo largo de todo un día, para trabajar las letras propuestas. Entre los artistas destacan Dave Gibbons, Frank Quitely, John Romita, Jr., Jock, Doug Braithwaite, Ian Churchill, Duncan Fegredo, Simon Furman, David Lafuente, John McCrea, Sean Phillips o Liam Sharp.

### Marvel Comics
- Avengers 65-70, 77-78, 80-81
- Avengers vs X-Men 6,7,10,11
- Black Panther 16 (cubierta)
- House of M 1-8
- Marvel Spotlight: Daniel Way/Olivier Coipel
- New Avengers 3  (cubierta), 23
- Ultimate X-Men 61 (cubierta)
- New Avengers Annual 1
- Stan Lee Meets Spider-Man 1 (guion)
- Spider echa
- Uncanny X-Men 448-449
- Young Guns Sketchbook 2004
- Thor 1-6, 9-12
- Tales of Asgard 1-6 (cubierta)
- Siege 1-4

### DC Comics
- The Legion 1-4, 5 (cubierta), 6-8, 9 (cubierta), 10-12, 13 (cubierta), 14
- Legion Lost 1-3, 4 (cubierta), 5, 6 (cubierta), 8, 9 (cubierta), 10-12
- Legión de Super-Héroes vuelo. 4 122-123, 125 (cubierta)
- Legionnaires 78-81
- Legion Worlds 1 (backup)

### Cubiertas
- Black Panther 16  (Marvel, 2004–2005)
- Batman: Lost  1 (DC, 2017)
- Star Wars comics 3  (Marvel, 2017)
- Han Solo 4 (cubierta, 2016)
- Hulk 5 (cubierta, 2017)
- New Avengers anual (cubierta),
- The Legion 1-4, 5 , 6-8, 9 , 10-12, 13
- Legion Lost 10-12
- The Order, serie TV, 1 (2018)
- Legion of Super Heroes vol. 4 122-123, 125 (cubierta)
- Survive! 1 (Marvel, 2014)
- Thor: Tales Of Asgard 1-6  (Marvel, 2009)
- Ultimate Comics Spider-Man 155  (Marvel , 2004–2005)
- Ultimate X-Men 61 (cubierta)
- What If? X-Men 1  (Marvel, 2007)